# 7-й бомбардировочный авиационный корпус
7-й бомбардировочный авиационный Хинганский корпус (7-й бак) — соединение Военно-Воздушных сил (ВВС) РККА СССР, принимавшее участие в боевых действиях Советско-японской войны.

## Наименования корпуса
- 7-й бомбардировочный авиационный корпус;
- 7-й бомбардировочный авиационный Хинганский корпус;
- 83-й смешанный авиационный Хинганский корпус.

## История и боевой путь корпуса
7-й бомбардировочный авиационный корпус создан Приказом НКО СССР № 004 от 1945 года на основе приданных авиационных частей и соединений, перебазируемых с Европейского театра военных действий и сформированных в составе корпуса.
Корпус принимал участие в Хингано-Мукденской операции с 9 августа 1945 года по 2 сентября 1945 года в составе 12-й воздушной армии Забайкальского фронта. За боевые заслуги в боях с японцами на Дальнем Востоке 20 сентября 1945 года на основании приказа Верховного Главнокомандующего № 372 от 23 августа 1945 года корпусу объявлена благодарность и ему присвоено почётное наименование «Хинганский».
Боевой состав корпуса в Советско-японской войне:
- 113-я бомбардировочная авиационная Ленинградская Краснознаменная дивизия[2](с 01.06.1945 г., прибыла 20.07.1945 г.)
  - 55-й бомбардировочный авиационный Красногвардейский ордена Суворова полк (Ту-2)
  - 815-й дальнебомбардировочный авиационный ордена Суворова Нарвский полк (Ту-2)
  - 836-й дальнебомбардировочный авиационный полк (Ту-2)
- 179-я бомбардировочная авиационная дивизия[2] (с 01.06.1945 г.)
  - 10-й гвардейский бомбардировочный авиационный Киевский Краснознаменный ордена Суворова полк (Ту-2)
  - 114-й гвардейский бомбардировочный авиационный Киркенесский Краснознаменный полк (Ту-2)
  - 860-й бомбардировочный авиационный полк (Ту-2)
- 365 отдельная авиаэскадрилья связи[3]
- 16 отдельный батальон связи[3]
- 61 отдельный взвод аэрофотослужбы[3]
- 247-я военно-почтовая станция[3]

В составе действующей армии корпус находился с 9 августа 1945 года по 3 сентября 1945 года.
После окончания Советско-японской войны корпус базировался на территории Китая, обеспечивая безопасность воздушных границ Дальнего Востока. Штаб корпуса располагался в городе Далянь в районе нынешнего аэродрома Чжоушуйцзы. В состав корпуса входили:
- 97-й район авиационного базирования;
- 113-я бомбардировочная авиационная Ленинградская Краснознамённая дивизия:
  - 55-й бомбардировочный авиационный Красногвардейский ордена Суворова полк — аэродром Чойбалсан, 24 экипажа и 24 самолёта;
  - 815-й бомбардировочный авиационный Нарвский ордена Суворова полк — аэродром Семёновка, 26 экипажей и 26 самолётов;
  - 836-й бомбардировочный авиационный полк;
- 179-я бомбардировочная авиационная дивизия:
  - 10-й гвардейский бомбардировочный авиационный Киевский Краснознаменный ордена Суворова полк;
  - 10-й гвардейский бомбардировочный авиационный Киркенесский Краснознаменный полк;
  - 860-й бомбардировочный авиационный полк;
- 245-я истребительная авиационная Порт-Артурская дивизия.
- 248-я штурмовая авиационная Порт-Артурская дивизия.

В феврале 1949 года произошло массовое переименование авиационных частей, соединений и объединений. 7-й бомбардировочный авиационный корпус был переформирован в 83-й смешанный авиационный корпус, входившие в её состав 113-я бомбардировочная авиационная Ленинградская Краснознамённая дивизия стала именоваться 228-я бомбардировочная авиационная Ленинградская Краснознамённая дивизия, 179-я бомбардировочная авиационная дивизия стала именоваться 194-я бомбардировочная авиационная дивизия, а 248-я штурмовая авиационная Порт-Артурская дивизия — 134-я штурмовая авиационная Порт-Артурская дивизия, 245-я истребительная авиационная Порт-Артурская дивизия — 153-я истребительная авиационная Порт-Артурская дивизия.
В декабре 1949 и феврале 1950 годов на советско-китайских переговорах в Москве было достигнуто соглашение обучить «кадры китайского морского флота» в Порт-Артуре с последующей передачей части советских кораблей Китаю, подготовить план десантной операции на Тайвань в советском Генеральном штабе и направить в КНР группировку войск ПВО и необходимое количество советских военных советников и специалистов. В соответствии с договоренностями, достигнутыми на советско-китайских переговорах в Москве авиационная корпус претерпел изменения. В сентябре 1950 года 194-я бомбардировочная авиационная дивизия переподчинена авиации Тихоокеанского флота с базированием на прежнем месте и стала именоваться 589-я минно-торпедная авиационная дивизия, полки дивизии также поменяли наименование и нумерацию:
- 10-й гвардейский бомбардировочный авиационный Киевский Краснознаменный ордена Суворова полк — 1534-й гвардейский минно-торпедный авиационный Киевский Краснознаменный ордена Суворова полк,
- 114-й гвардейский бомбардировочный авиационный Киркенесский Краснознаменный полк — 1535-й гвардейский минно-торпедный авиационный Киркенесский Краснознаменный полк,
- 860-й бомбардировочный авиационный полк — 929-й минно-торпедный авиационный полк.

В конце 1950 года выведена на территорию СССР 248-я штурмовая авиационная Порт-Артурская дивизия.
В январе 1951 года 153-я истребительная авиационная Порт-Артурская дивизия перебазирована на аэродромы полуострова Сахалин и передана в состав 55-го истребительного авиационного корпуса ПВО. На 1 января 1954 года в состав корпуса входили:
- 134-я штурмовая авиационная Порт-Артурская дивизия;
- 228-я бомбардировочная авиационная Ленинградская Краснознамённая дивизия.

К июлю 1957 года 134-я штурмовая авиационная Порт-Артурская дивизия и корпус расформированы, а 228-я бомбардировочная авиационная Ленинградская Краснознамённая дивизия передана в состав ВВС Забайкальского военного округа, где позже расформирована.

## Командиры корпуса
- Генерал-лейтенант авиации Ушаков Владимир Алексеевич[6]. Период нахождения в должности: с 16 апреля 1945 года до апреля 1946 года.
- Генерал-лейтенант авиации Слюсарев Сидор Васильевич[7]. Период нахождения в должности: с апреля 1946 года по октябрь 1947 года.
- Генерал-майор авиации Никишин Дмитрий Тихонович[8]. Период нахождения в должности: с ноября 1948 года по декабрь1949 года.
- Генерал-майор авиации Рыкачёв Юрий Борисович[9]. Период нахождения в должности: с декабря 1949 года по январь 1951 года (83-й смешанный авиационный корпус).
- Генерал-майор авиации Покоевой Григорий Прокофьевич[10]. Период нахождения в должности: с декабря 1954 года по август 1956 года (83-й смешанный авиационный корпус).

## В составе объединений
| Объединение                                           | Период                  |
| ----------------------------------------------------- | ----------------------- |
| Авиация Резерва Верховного Главного Командования      | 16.04.1945 — 01.07.1945 |
| 12-я воздушная армия Забайкальского фронта            | 01.07.1945 — 01.10.1945 |
| 9-я воздушная армия Приморского военного округа       | 01.10.1945 — 20.02.1949 |
| 54-я воздушная армия Приморского военного округа      | 20.02.1949 — 01.06.1953 |
| 54-я воздушная армия Дальневосточного военного округа | 01.06.1953 — 1957       |